# Istiblennius steindachneri
Istiblennius steindachneri là một loài cá biển thuộc chi Istiblennius trong họ Cá mào gà. Loài cá này được mô tả lần đầu tiên vào năm 1893.

## Từ nguyên
Từ định danh steindachneri được đặt theo tên của Franz Steindachner, nhà ngư học người Áo.

## Phân bố và môi trường sống
I. steindachneri có phân bố nhỏ hẹp ở Tây Ấn Độ Dương, bao gồm Đông Phi và các đảo quốc ngoài khơi (Madagascar, Mascarene, Seychelles). Chúng sống tập trung ở vùng gian triều có độ sâu khoảng 3 m trở vào bờ.

## Mô tả
Chiều dài cơ thể lớn nhất được ghi nhận ở I. steindachneri là 11 cm. Đầu và thân màu xám sẫm, có tới 9 vạch đen ở hai bên thân, thường đứt đoạn thành các vạch đốm trên cuống đuôi. Cá cái có nhiều sọc ngang giữa thân, tách thành các chấm li ti dưới vây lưng. Cá đực trưởng thành có mào thịt phát triển ở gáy với nhiều đốm, cá cái không có nhưng một số cá thể có sống thấp nhô lên.
Số gai vây lưng: 13–14; Số tia vây lưng: 16–19; Số gai vây hậu môn: 2; Số tia vây hậu môn: 17–19; Số tia vây ngực: 13–14; Số gai vây bụng: 1; Số tia vây bụng: 3.

## Sinh thái
Trứng của I. steindachneri có chất kết dính, được gắn vào chất nền thông qua một tấm đế dính dạng sợi. Cá bột là dạng phiêu sinh vật, thường được tìm thấy ở vùng nước nông gần bờ.